# Capacité portante
Pour les articles homonymes, voir Portance.

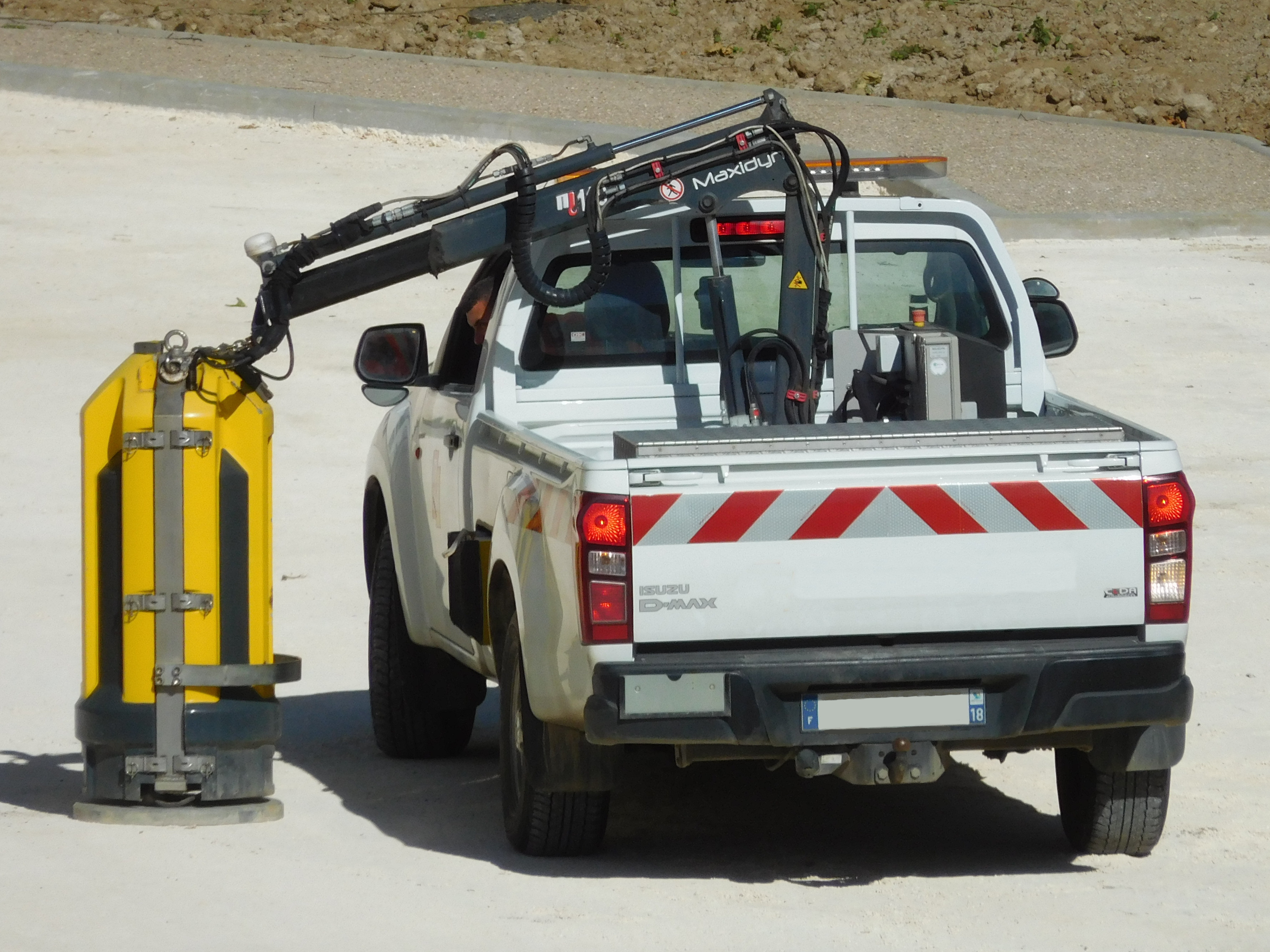
Mesure de portance d'un sol, essai à la dynaplaque Maxidyn.

La capacité portante d'un sol, parfois désignée comme sa portance, se caractérise par sa résistance au tassement en fonction de la cohésion et des frottements internes. La contrainte admissible se mesure en kN/m2 (ou anciennement en kgf/cm2 ou en bar). C'est une pression et le kN/m2 est aussi un kilopascal (kPa).
La capacité portante d'un sol est une performance technique spécifique qu'il est indispensable de connaître pour établir le système de fondation d'un ouvrage. La mesure de cette performance s'acquiert par des essais géotechniques superficiels (ex. : essai à la plaque suivant la norme NF P 94-117-2, octobre 2004) ou par des sondages géotechniques (pressiomètres, pénétromètres statiques).
Le terme de « capacité portante » s'utilise aussi pour les planchers de locaux où l'unité la plus en usage est le kilogramme-force par mètre carré, soit 10 Pa, donc :
10 kPa = 10 kN/m2 = 1 tf/m2 = 1 000 kgf/m2 ;
or 1 m2 = 104 cm2 ;
d'où 100 kPa = 1 kgf/cm2 = 1 bar.
La capacité portante d'un sol peut-être améliorée par des techniques de renforcement ou d’amélioration de sols comme le compactage dynamique.